# Список объектов всемирного наследия ЮНЕСКО в Уганде
В спи́ске объе́ктов Всеми́рного насле́дия ЮНЕ́СКО в Уга́нде значатся 3 наименования (на 2012 год), это составляет 0,2 % от общего числа (1248 на 2025 год). 1 объект включён в список по культурным критериям, 2 объекта — по природным. Захоронение королей Буганда в Касуби признан шедевром человеческого созидательного гения (критерий i) и находится в Списке всемирного наследия, находящегося под угрозой, а национальные парки Бвинди-Импенитрейбл и Рувензори-Маунтинс признаны природными феноменами или пространствами исключительной природной красоты и эстетической важности (критерий vii). Кроме этого, по состоянию на 2012 год, 5 объектов на территории государства находятся в числе кандидатов на включение в список всемирного наследия. Уганда ратифицировала Конвенцию об охране всемирного культурного и природного наследия 20 ноября 1987 года. Первые два объекта на территории Уганды были занесены в список в 1994 году на 18-й сессии Комитета всемирного наследия ЮНЕСКО.

## Список
В данной таблице объекты расположены в порядке их добавления в список всемирного наследия ЮНЕСКО.
| # | Изображение | Название | Область     | Время создания | Год внесения в список | №    | Критерии       |
| - | ----------- | --- | ----------- | -------------- | --------------------- | ---- | -------------- |
| 1 |             | Национальный парк Бвинди-Импенитрейбл («Непроходимый лес Бвинди») (англ. Bwindi Impenetrable National Park) | Западная    | 1991           | 1994                  | 682  | vii, x         |
| 2 |             | Национальный парк Рувензори-Маунтинс (англ. Rwenzori Mountains National Park)                               | Западная    | 1991           | 1994                  | 684  | vii, x         |
| 3 |             | Захоронение королей Буганда в Касуби (англ. Tombs of Buganda Kings at Kasubi)                               | Центральная | 1882           | 2001                  | 1022 | i, iii, iv, vi |

## Предварительный список
В таблице объекты расположены в порядке их добавления в предварительный список. В данном списке указаны объекты, предложенные правительством Уганды в качестве кандидатов на занесение в список всемирного наследия.
| # | Изображение | Название | Область     | Время создания | Год внесения в список | №    | Критерии         |
| - | ----------- | --- | ----------- | -------------- | --------------------- | ---- | ---------------- |
| 1 |             | Археологические раскопки Биго (англ. Bigo bya Mugyenyi (Archaeological Earthworks))                           | Центральная | XIV — XVI века | 1997                  | 911  | i, ii, iii, vi   |
| 2 |             | Соледобывающая деревня Кибиро (англ. Kibiro (Salt producing village))                                         | Западная    |                | 1997                  | 912  | i, iii, iv, v    |
| 3 |             | Захоронения Нтуси (англ. Ntusi (man-made mounds and Basin))                                                   | Центральная | X — XV века    | 1997                  | 913  | i, iii, v, vi    |
| 4 |             | Наскальное искусство Ньеро (англ. Nyero and other hunter-gatherer geometric rock art sites in eastern Uganda) | Восточная   | железный век   | 1997                  | 914  | i, ii, vi        |
| 5 |             | Национальный парк горилл Мгахинга (англ. Mgahinga Gorilla National Park)                                      | Западная    | —              | 2007                  | 5099 | vii, viii, ix, x |